# Хачмаз
Хачма́з (азерб. Xaçmaz, лезг. Хачмаз) — город на севере Азербайджана. Административный центр Хачмазского района. Расположен на реке Кудиалчай. Железнодорожная станция в 163 км к северо-западу от Баку на линии Гудермес — Баку.

## История
Армянский историк V века Егише упоминает племя хечматаков, которые, по предположению К. Тревер, проживали в области современного Хачмаза.  В XVIII веке селение наряду с деревней Бебели принадлежало к мушкурскому округу, имело армянское население и состояло из 52 дворов. 
В 1880 году, по данным «Сборника сведений о Кавказе» в поселении было 30 армянских дворов, а также 13 татарских двора. В Хачмасе на тот момент проживало 168 армян, последователей армянской церкви и  68 «татар» (азербайджанцев), которые были суннитами. В поселении имелась одна армянская церковь и одна суннитская мечеть. Согласно В. П. Кобычеву жилища армян, живших в Хачмазе в XIX веке, были идентичны с соседними азербайджанскими. В 1898 году на пути следования от Баку до порта Петровского был построен железнодорожный вокзал. 
В 1938 году Хачмаз получил статус города. Во время Второй мировой войны на фронт ушло 8739 выходцев из Хачмаза, из которых погибло 2800 человек. В боях за Москву погибли 124 жителя города.

## Население
В 1974 году в городе проживало 24 тыс. жителей. По всесоюзной переписи населения 1989 года, в Хачмазе проживало 28 990 человек. По данным переписи 2009 года в Азербайджане, в городе проживало 39 500 человек.
На 2019 год население города составляло 42 762 человек. 
На 1 января 2024 года население города составило 43 080 человек. Из них 20 610 мужчин (47,8 %), 22 470 женщин (52,2 %).

## Экономика
Имеется консервный комбинат «Кавказ», агропарк «Ялама». 4 мая 2018 года открыт Хачмазский филиал ОАО «Азерхалча».

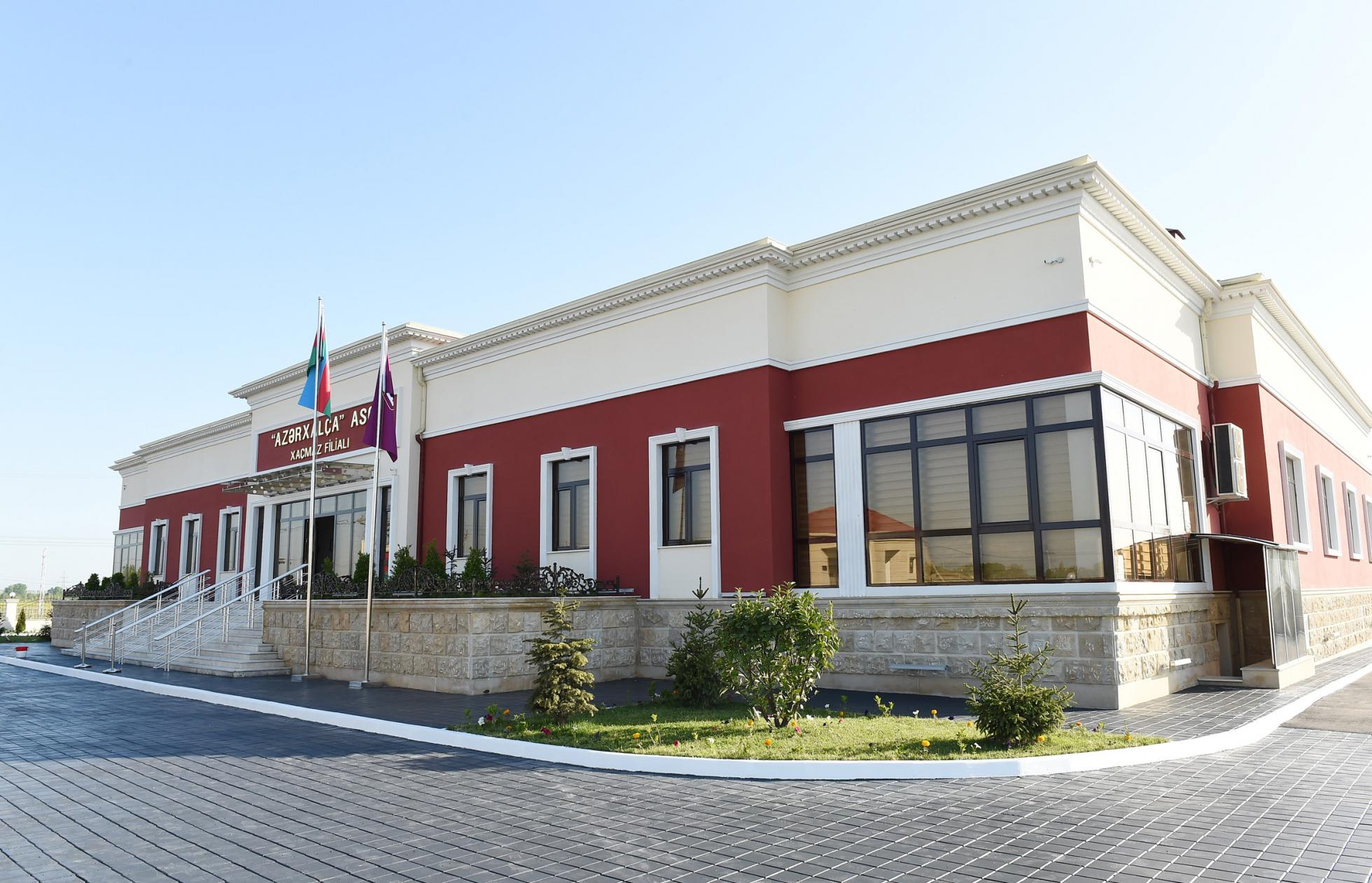
Хачмазский филиал ОАО «Азерхалча»

## Образование
В городе 41 общеобразовательное учреждение.

## Здравоохранение
Функционируют районная центральная больница, реабилитационный центр инвалидов.

## Спорт
С сентября 2023 года в городе базируется баскетбольный клуб «НТД-Индиго».
Действуют олимпийский спортивный комплекс, детско-юношеская спортивная школа, детско-юношеская шахматная школа.

Хачмаз Сентябрь 2016

## Культура
Действует Хачмазский городской центр культуры.

## Инфраструктура
Первоначально город обеспечивался системой питьевой воды, построенной в 1-950-х - 1970-х годах. Централизованное водоснабжение было только у 40 % жителей города. С 2012 по 2018 год осуществлена программа реконструкции водного хозяйства. 4 мая 2018 года новая система водоснабжения после реконструкции введена в строй. Вода обеспечивается из родника «Учгун». Продуктивность источника составляет 229 литров в секунду (19,8 тысячи м3 в сутки). От источника до города проложен магистральный водопровод протяжённостью 1,9 км. В городе построена сеть питьевой воды протяжённостью 148 км.
Введена в эксплуатацию электростанция «Хачмаз».

## Достопримечательности
- Джума мечеть
- Историко-краеведческий музей[17]
- Музей ковра
- Музей личностей
- Музей дружбы народов
- Музей  флага
- Музей Азиза Алиева
- Картинная галерея

Памятник народным артистам Азербайджана в Хачмазе

- Парк деятелей культуры Азербайджана
- Свято-Никольский храм (построен в 1946 году)[18]

## Государственные учреждения
- Хачмазская электростанция
- Хачмазский народный Суд
- Автовокзал
- Таможенное Управление
- Управление водопроводных труб
- Хачмазская центральная больница
- Управление миграционной службы
- Лечебно-диагностический центр

Железнодорожный вокзал

- Исполнительная власть Хачмазского района
- Военный комиссариат Хачмазского района
- Ветеринарное управление Хачмазского района
- Историко-краеведческий музей Хачмазского района
- Прокуратура Хачмазского района
- Региональное отделение Юстиции
- Полицейское управление Хачмазского района
- Первая нотариальная контора г. Хачмаз
- Хачмазский районный филиал Государственного фонда социальной защиты
- Дом Культуры имени Гейдара Алиева
- Региональный центр информации и туризма
- Региональное управление государственного реестра по недвижимости
- Региональное управление МНБ Азербайджанской Республики
- Центр социальной защиты населения Хачмазского района[19]

## Известные уроженцы
- Аббасова, Лала Гюльбаба кызы — депутат Национального Собрания Азербайджана[20].

## Города-побратимы
- / Ялта, Россия/Украина[21][22]

## Галерея

Арка при въезде в город
Арка
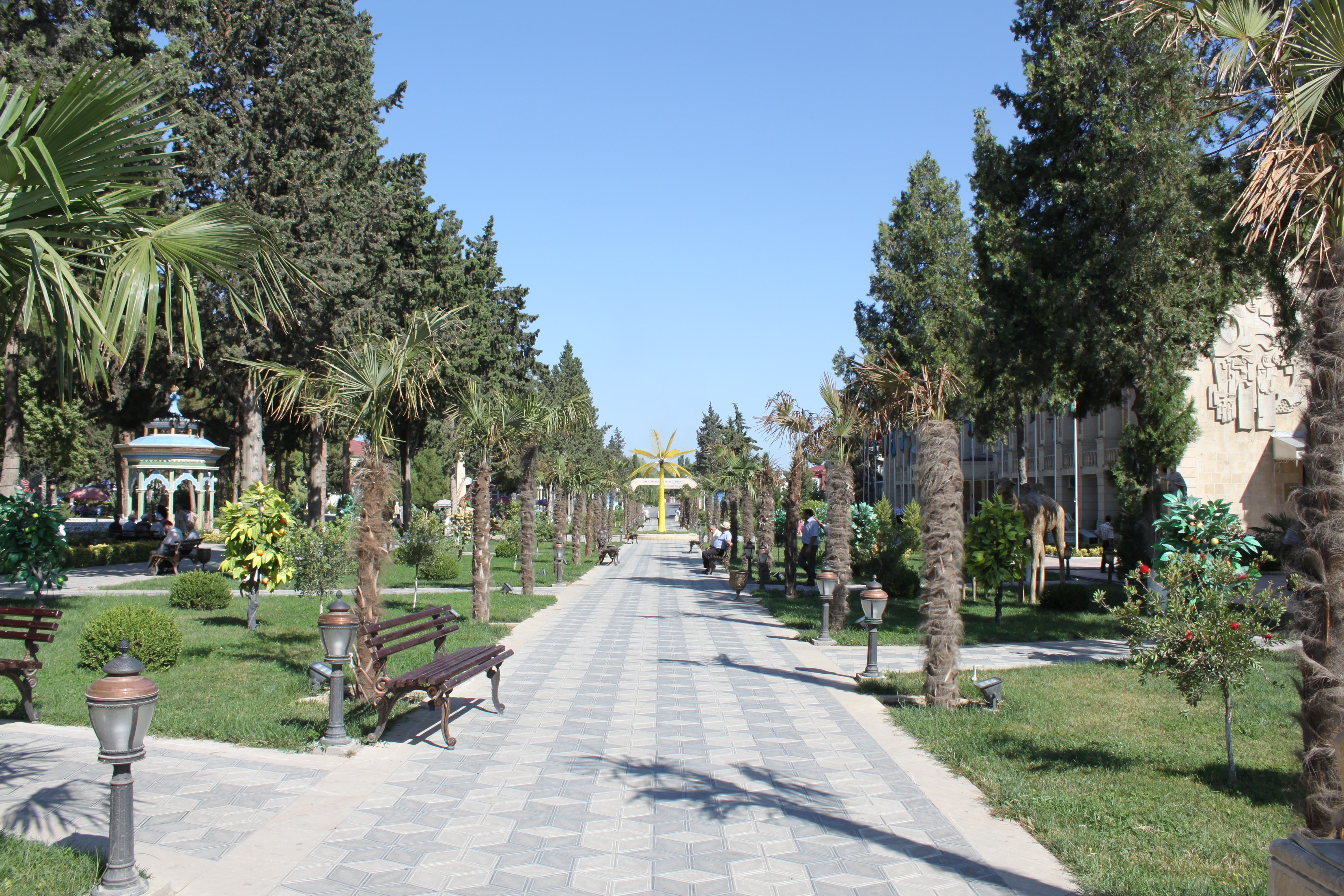
Хачмазский парк
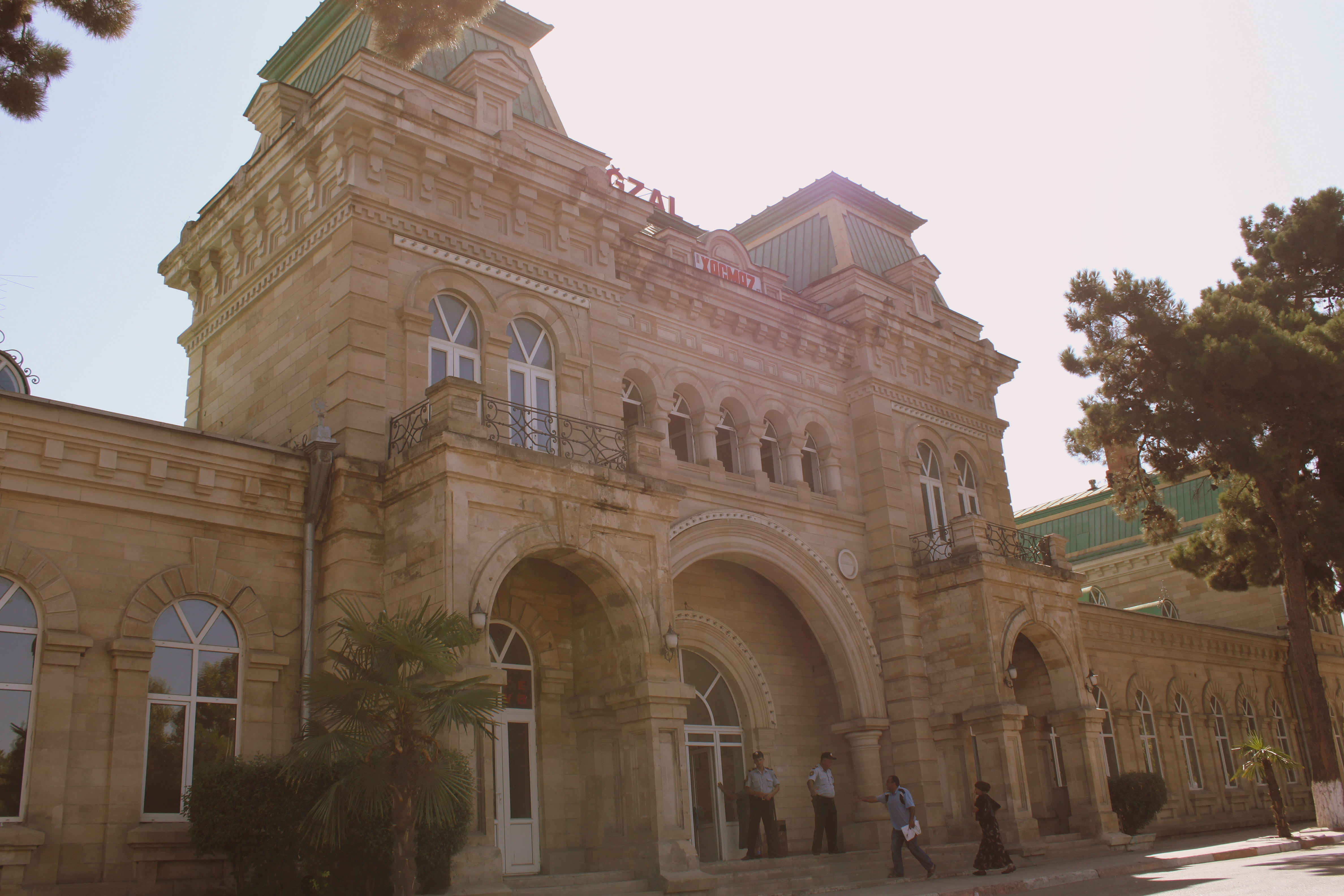
Железнодорожная станция

## Топографические карты
- Лист карты K-39-86 Хачмас. Масштаб: 1 : 100 000. Издание 1978 г.